# 분홍국수말과
분홍국수말과(Liagoraceae)는 진정홍조강 국수나물목에 속하는 홍조식물과의 하나이다. 23속 148종을 포함하고 있다. 큰가지국수나물(Helminthocladia australis) 등을 포함하고 있다.

## 하위 속
| - Akalaphycus - Cumagloia - Cylindraxis - Dermonema - Dorella - Dotyophycus - Ganonema - Gloiocallis - Gloiotrichus - 큰가지국수나물속 (Helminthocladia) - Helminthora - Hommersandiophycus | - Izziella - 가지국수나물속 (Liagora) - Macrocarpus - Neoizziella - Patenocarpus - Sinocladia - Stenopeltis - Titanophycus - Trichogloea - Trichogloeopsis - Yoshizakia |